# Bereacanthus
Bereacanthus – rodzaj widłonogów z rodziny Chondracanthidae.

## Systematyka
W 1963 roku Yamaguti wprowadził nowy rodzaj Berea dla gatunku Triphyllocanthus ancoralis. Nazwa ta okazała się jednak młodszym homonimem rodzaju chrząszczy Berea z rodziny biegaczowatych (Carabidae) wprowadzonego w 1926 roku przez Péringueya (publikacja ukazała się pośmiertnie). W 2009 roku karcynolog Rony Huys wprowadził dla tego rodzaju widłonogów nową nazwę Bereacanthus. Nazwa rodzajowa upamiętnia badaczkę widłonogów – dr Ruby Bere, która opisała gatunek typowy.

### Podział systematyczny
Do rodzaju należą następujące gatunki:
- Bereacanthus ancoralis (Bere, 1936)
- Bereacanthus clava (Ho & Sey, 1997)